# Уиднес
Уиднес (англ. Widnes) — город графстве Чешир в Великобритании, административный центр унитарной единицы Холтон.

## География
Город находится на северном берегу реки Мерси, напротив города Ранкорн. Вверх по течению реки в 13 км к востоку находится город Уоррингтон, вниз по течению в 16 милях на запад находится Ливерпуль.

## История
В 1847 году в Уиднесе был основан первый химический завод, и город быстро стал крупным центром химической промышленности.
В 1910 году в городе открылась Церковь Святой Марии.